# Aparammoecius yaralensis
Aparammoecius yaralensis är en skalbaggsart som beskrevs av Zdzisława Stebnicka 1986. Aparammoecius yaralensis ingår i släktet Aparammoecius och familjen Aphodiidae. Inga underarter finns listade i Catalogue of Life.